# 聖女の救済
『聖女の救済』（せいじょのきゅうさい）は、東野圭吾の推理小説である。ガリレオシリーズ第5弾で、ガリレオシリーズ2作目の長編作品となる。2006年から文芸誌『オール讀物』に連載され、2008年10月25日に単行本が文藝春秋から、短編小説集『ガリレオの苦悩』と同時に刊行された。2012年4月10日には文春文庫版が発売された。
2013年6月17日、24日にテレビドラマ『ガリレオ』第2シリーズの最終章で、「聖女の救済 前後編」として2週にわたり映像化された。

## あらすじ
真柴綾音と真柴義孝夫妻は、子供ができないことを理由に離婚が決まっていた。その時、綾音の胸中には義孝へのある宣告が下されていた。
数日後、綾音が主催するパッチワーク教室の講師・若山宏美が、自宅で死んでいる義孝を発見する。死因は毒殺。彼が飲んでいたコーヒーには、猛毒の亜砒酸が混入されていた。
そして、捜査に当たった草薙は、一目見た綾音に惹かれてしまう。一方、内海は些細なことから綾音の犯行ではないかと疑念を抱くが、その考えを巡り、草薙と対立してしまう。そして、綾音には犯行当日まで北海道の実家に帰省していたというアリバイがあり、毒物の混入経路も依然として不明のままだった。
綾音が離れた場所から義孝を毒殺したトリックを暴くため、内海は再び湯川に協力を依頼する。湯川も捜査に協力するが、綾音に肩入れする草薙に疎まれてしまう。さらに、自身が立てた仮説も決め手にならず、トリックの解明に苦戦を強いられる。
だが、調査を進めるうちに湯川は一つの答えを導き出し、内海にある指示を命じる。指示を行った薫からの回答を聞き、湯川は驚愕する。
湯川が出した答え。それは『虚数解』。理論上はあり得ても、現実にはありえないという実に奇妙な答えだった。そして、湯川をしてありえないと言わしめた綾音が行った、ガリレオ史上最も理解を超えたトリックによって行われた完全犯罪の全容が明かされる。

## 登場人物
湯川学、および捜査一課の登場人物についてはガリレオシリーズ#登場人物を参照のこと。
真柴綾音
著名なパッチワーク作家であり、パッチワークの教室を主宰する。年齢は30過ぎ。夫に尽くす良き妻であり、自分の助手が夫と不倫していると知っても怒りもしない広い心の持ち主。そして、追及する側であるはずの草薙が、思わずほれ込んでしまうほどの美貌を持つ。
真柴義孝
IT会社社長で綾音の夫。「妻は子供を産んでこそその意味を持つ（自分の子供を産んでくれれば誰でもいい）」という偏った価値観の持ち主。そのため妻には「扱いやすい女」以上の価値は求めない。妻に隠れ、彼女が主宰するパッチワーク教室の講師である若山宏美と不倫をしている。綾音に離婚を切り出した翌日、自宅で毒殺されているのが発見された。
若山宏美
綾音が主宰するパッチワーク教室の講師であり、彼女の助手。義孝と不倫をしており、彼の子を身ごもっている。
猪飼達彦
弁護士。真柴義孝の古くからの知人であり、義孝が経営する会社の顧問弁護士で経営にも参加している。事件前夜も真柴家のホームパーティに参加していた。
猪飼由希子
猪飼達彦の妻。二か月前に、第一子を出産している。
津久井潤子
義孝が、綾音と出会う前に交際していた女性。絵本作家で、事件が起こる二年前に自殺している。

## 書誌情報
- 単行本：2008年10月25日[4]、文藝春秋、ISBN 978-4-16-327610-6
- 文庫本：2012年4月10日[2]、文春文庫、ISBN 978-4-16-711014-7

## 作品にまつわる話
- 作中の挿話として、ルネ・ブロンロが犯してしまった、物理学史上屈指の大失敗が紹介されている。
- 作中、内海薫が電車内でドラマ『ガリレオ』で湯川を演じた福山雅治のアルバムをiPodで聞く場面が描かれている。
- ガリレオシリーズの長編作品は前作『容疑者Xの献身』と次作『真夏の方程式』は映画化されたが、今作はドラマ第2シリーズの最終章に前後編でテレビドラマ化され放送された（後編は30分拡大）。
- ドラマ版では草薙と内海が登場せず、綾音と深く関わるのが湯川に変更されている。それに伴い人間関係やストーリーも大きく変化し、「聖女」や「救済」という符号が強く押し出されている。